# 工藤孝一
工藤 孝一（くどう こういち、1909年2月4日 - 1971年9月21日）は、岩手県岩手郡川口村（現：岩手町）出身のサッカー選手、サッカー指導者。ベルリンオリンピックのサッカー日本代表コーチを務めた。

## 略歴
旧制・岩手県立盛岡中学校（現：岩手県立盛岡第一高等学校）から1927年に第一早稲田高等学院へ進学。ゴールキーパーとして全国高等学校ア式蹴球大会に出場、1929年の第6回大会の優勝に貢献した。1930年に早稲田大学商学部に入学し、ア式蹴球部に入部。一時はフォワードに転向して競技を続けたが、体格に劣ることから選手生活に見切りを付け、マネージャーとして活動するようになった。
1933年に大学を卒業後、一時大同生命保険に就職したが、後に同盟通信社に転職。これと並行して早稲田大学の監督に就任した。
1936年のベルリンオリンピックでは堀江忠男、川本泰三など早稲田大学出身者がサッカー日本代表に多く選出され、工藤もヘッドコーチに就任した。監督の鈴木重義、選手兼任コーチの竹腰重丸とともに、当時ヨーロッパの先端であった3バック＋システムを急遽導入するなど苦心の末、ベルリンの奇跡を成し遂げた。1942年には日本代表監督に就き、「満州国」建国十周年慶祝東亜競技大会など4試合を指揮した。
1943年に同盟通信社を退職して岩手県へ帰郷。酪農業を営み、農協の専務も務めた。1944年に太平洋戦争により召集され、1945年に復員した。岩手在住中は盛岡中学のコーチに就任し、八重樫茂生などを指導した。岩手県サッカー協会の設立に関与し、1950年には初代会長に就任した。
1952年に再び上京して早稲田大学の指導を行い、1957年より早稲田大学の監督に就任。早稲田大学で工藤の指導を受けた選手は八重樫、川淵三郎、釜本邦茂、松本育夫、宮本征勝、森孝慈などである。
1959年には早稲田大学で教職（講師）に就いた。
1966年に監督職を引退。1971年9月21日、東京都杉並区の荻窪病院で心不全により死去した。葬儀は東伏見の早稲田大学グラウンドで、ア式蹴球部葬として行われた。